# Skiotocharax meizon
Skiotocharax
Genre
Espèce
Statut de conservation UICN

 VU  : Vulnérable
Skiotocharax meizon, unique représentant du genre Skiotocharax, est une espèce poissons d'eau douce téléostéens de la famille des Crenuchidae (ordre des Characiformes). 

## Répartition
Ce poisson est endémique du Guyana, il se rencontre dans les bassins du Mazaruni et du Berbice.

## Description
Skiotocharax meizon peut mesurer jusqu'à 32 mm, queue non comprise.

## Classification
Le genre Skiotocharax et l'espèce Skiotocharax meizon ont été décrits en 2000 par Bronwen Presswell (d), Stanley Howard Weitzman (d) et Teresa Bergquist (d),.

## Étymologie
Le nom générique, Skiotocharax, est composé du grec ancien σκιωτός, skiōtós, « rayé avec différentes couleurs », qui fait référence à la pigmentation allant du sombre sur le dos au clair au niveau du ventre, et du suffixe -charax commun à de nombreux genres de Characiformes.
L'épithète spécifique, meizon, du grec ancien μείζων, meizōn, « plus grand que », fait référence à la taille de cette espèce comparativement à un autre membre de ce clade, Odontocharacidium aphanes.

## Publication originale
- (en) Bronwen Presswell, Stanley H. Weitzman et Teresa Bergquist, « Skiotocharax meizon, a new genus and species of fish from Guyana with a discussion of its relationships (Characiformes: Crenuchidae) », Ichthyological Exploration of Freshwaters, Verlag Dr. Friedrich Pfeil (d), vol. 11, no 2,‎ avril 2000, p. 175-192 (ISSN 0936-9902, lire en ligne).